# Грох, Маркус
Маркус Грох (нем. Markus Groh; род. 5 января 1970, Вайблинген, Баден-Вюртемберг) — немецкий пианист.

## Биография
Учился в Штутгартской консерватории у Конрада Рихтера, затем совершенствовал своё мастерство в Берлине и в Зальцбурге под руководством Ханса Лейграфа. В 1993 г. завоевал гран-при Германского музыкального конкурса в Бонне, а в 1995 г. — первую премию Международного конкурса имени королевы Елизаветы в Брюсселе.
В репертуаре Гроха преобладают концерты Моцарта и Бетховена; много внимания он уделяет наследию Ференца Листа, выпустив запись полного собрания его фортепианных произведений. Среди других записей Гроха — сочинения Клода Дебюсси и Сергея Прокофьева, сонаты для виолончели и фортепиано Иоганнеса Брамса (с Альбаном Герхардтом) и Бенджамина Бриттена (с Клаудио Бохоркесом).
В 1999 г. Грох основал в пригороде Берлина ежегодный музыкальный фестиваль Беберзее и является его художественным руководителем.
Выступает с ведущими оркестрами (Национальный симфонический США, Балтиморский симфонический, Детройтский симфонический, Индианаполисский симфонический, симфонический оркестр Сан-Франциско, Бамбергский симфонический, Берлинский симфонический, Лондонский симфонический, ЗКР Академический симфонический оркестр Петербургской филармонии и другие) и дирижёрами (Хесус Лопес Кобос, Андреас Делфс, Иван Фишер, Марек Яновский, Неэме Ярви, Фабио Луизи, Кент Нагано, Джонатан Нотт, Дэвид Робертсон, Кваме Райан, Штефан Зандерлинг).
Преподаёт в Берлинской высшей школе музыки, профессор.

## Участие в конкурсах
- 1-я премия конкурса Артура Шнабеля[англ.] (Берлин, 1990)
- гран-при Германского музыкального конкурса (Бонн, 1993)
- 1-я премия Международного конкурса имени королевы Елизаветы (Брюссель, 1995)